# SDSS J224417.28-000946.2
SDSS J224417.28-000946.2 ist eine Galaxie im Sternbild Aquarius auf der Ekliptik. Sie ist schätzungsweise 2,3 Milliarden Lichtjahre von der Milchstraße entfernt. Im selben Himmelsareal befindet sich u. a. die Galaxie NGC 7364.